# Fussballclub Red Bull Salzburg 2017-2018
Questa voce raccoglie le informazioni riguardanti il Fußballclub Red Bull Salzburg nelle competizioni ufficiali della stagione 2017-2018.

## Rosa
| N. |                                 | Ruolo | Calciatore          |
| -- | ------------------------------- | ----- | ------------------- |
| 1  | Austria (bandiera)              | P     | Cican Stanković     |
| 4  | Mali (bandiera)                 | C     | Amadou Haidara      |
| 5  | Croazia (bandiera)              | C     | Duje Ćaleta-Car     |
| 6  | Camerun (bandiera)              | C     | Jérôme Onguéné      |
| 7  | Germania (bandiera)             | C     | Reinhold Yabo       |
| 8  | Mali (bandiera)                 | C     | Diadie Samassékou   |
| 9  | Israele (bandiera)              | A     | Moanes Dabour       |
| 13 | Austria (bandiera)              | C     | Hannes Wolf         |
| 14 | Bosnia ed Erzegovina (bandiera) | C     | Valon Berisha       |
| 15 | Brasile (bandiera)              | D     | André Ramalho Silva |
| 16 | Ungheria (bandiera)             | C     | Dominik Szoboszlai  |
| 17 | Austria (bandiera)              | D     | Andreas Ulmer       |
| 18 | Giappone (bandiera)             | A     | Takumi Minamino     |

| N. |                          | Ruolo | Calciatore                 |
| -- | ------------------------ | ----- | -------------------------- |
| 19 | Corea del Sud (bandiera) | A     | Hwang Hee-Chan             |
| 21 | Norvegia (bandiera)      | A     | Fredrik Gulbrandsen        |
| 22 | Austria (bandiera)       | C     | Stefan Lainer              |
| 24 | Austria (bandiera)       | C     | Christoph Leitgeb          |
| 25 | Austria (bandiera)       | D     | Patrick Farkas             |
| 31 | Brasile (bandiera)       | P     | Carlos Miguel Coronel      |
| 33 | Germania (bandiera)      | P     | Alexander Walke (capitano) |
| 34 | Croazia (bandiera)       | D     | Marin Pongračić            |
| 41 | Zambia (bandiera)        | C     | Patson Daka                |
| 42 | Austria (bandiera)       | C     | Xaver Schlager             |
| 45 | Zambia (bandiera)        | C     | Enock Mwepu                |
| 55 | Austria (bandiera)       | D     | Luca Meisl                 |